# Lista de episódios de O Clube
Aqui segue-se uma lista de episódios da série da OPTO, O Clube, criada por João Matos. Estreou a 18 de dezembro de 2020. A série segue a noite da capital, onde a sensualidade e o sexo se misturam com a política, a segurança, os negócios e o glamour do clube.

## Resumo
| Resumo | Resumo | Episódios | Episódios | Originalmente exibido   | Originalmente exibido  |
| Resumo | Resumo | Episódios | Episódios | Estreia da temporada    | Final da temporada     |
| ------ | ------ | --------- | --------- | ----------------------- | ---------------------- |
|        | 1      | 8         | 8         | 18 de dezembro de 2020  | 5 de fevereiro de 2021 |
|        | 2      | 7         | 7         | 26 de fevereiro de 2021 | 9 de abril de 2021     |
|        | 3      | 8         | 8         | 9 de outubro de 2021    | 27 de novembro de 2021 |
|        | 4      | 6         | 6         | 22 de setembro de 2023  | 27 de outubro de 2023  |
|        | 5      | 6         | 6         | 5 de janeiro de 2024    | 9 de fevereiro de 2024 |
|        | 6      | 6         | 6         | 3 de janeiro de 2025    | 7 de fevereiro de 2025 |
|        | 7      | 6         | 6         | 25 de abril de 2025     | 30 de maio de 2025     |

## Episódios

### 1.ª temporada (2020-21)
| # | ## | Título                   | Dirigido por                      | Escrito por | Exibição original      | Exibição na SIC        |
| --- | -- | ------------------------ | --------------------------------- | ----------- | ---------------------- | ---------------------- |
| 1 | 1  | "Viana - O Clube"        | Patrícia Sequeira                 | João Matos  | 18 de dezembro de 2020 | 25 de setembro de 2021 |
| O Clube é a melhor casa noturna da capital. A que tem as melhores mulheres... E o melhor bife do lombo. A casa em que todos querem entrar. Viana, o porteiro, é quem decide quem pode e não pode conhecer as delícias que o Clube tem para oferecer. É ele quem manda na porta, quem defende o Clube e quem dá a cara. |    |                          |                                   |             |                        |                        |
| 2 | 2  | "Vera - Mudanças"        | Patrícia Sequeira                 | João Matos  | 25 de dezembro de 2020 | 26 de setembro de 2021 |
| Os acontecimentos com Viana levam a mudanças profundas no Clube. A Polícia Judiciária investiga o que se passou e põe em causa a privacidade dos clientes da casa. Vera contrata uma mulher para fazer a segurança à porta. |    |                          |                                   |             |                        |                        |
| 3 | 3  | "Andreia - Prisioneiras" | Patrícia Sequeira                 | João Matos  | 1 de janeiro de 2021   | 26 de setembro de 2021 |
| Andreia é irmã de Jéssica e veio para Lisboa. Jéssica anda à procura dela. O Clube foi um dos últimos locais onde foi vista. A Polícia Judiciária encerrou o caso. Viana sobreviveu aos acontecimentos da noite. Michele está a viver um pesadelo com um cliente que pode pôr em causa o seu lugar no Clube. |    |                          |                                   |             |                        |                        |
| 4 | 4  | "Martina - Negócios"     | Patrícia Sequeira                 | João Matos  | 8 de janeiro de 2021   | 2 de outubro de 2021   |
| Viana regressa ao Clube e tem de trabalhar com Joana. Decide que será ele a proteger a casa dos negócios de Martina. O Clube passa por um novo escândalo. Michele conhece um homem que a pode ajudar. Maria é contratada para acompanhar um empresário a um jantar. O que parecia ser uma noite de sonho, ameaça tornar-se num verdadeiro pesadelo. |    |                          |                                   |             |                        |                        |
| 5 | 5  | "Vasco - Consequências"  | João Carvalho e Patrícia Sequeira | João Matos  | 15 de janeiro de 2021  | 2 de outubro de 2021   |
| Está iminente um ataque que pode mudar o Clube para sempre. Maria vê-se obrigada a tomar uma decisão que envolve a filha e que pode ter consequências drásticas. Jéssica conta a Rute e Samara que quer encontrar a irmã. |    |                          |                                   |             |                        |                        |
| 6 | 6  | "Rute - Surpresas"       | João Carvalho e Patrícia Sequeira | João Matos  | 22 de janeiro de 2021  | 3 de outubro de 2021   |
| O Clube tem de lidar com as consequências de um novo ataque. Viana sente-se responsável e está desesperado. Jéssica pede ajuda a Rute para lidar com um cliente. Rute apanha uma enorme surpresa. Michele está prestes a ter a sua vingança. |    |                          |                                   |             |                        |                        |
| 7 | 7  | "Bernardo - Revelações"  | João Carvalho e Patrícia Sequeira | João Matos  | 29 de janeiro de 2021  | 9 de outubro de 2021   |
| Bernardo aumenta a pressão sobre o Clube e suspeita do papel de Rogério no recente ataque. A PJ ouve Bastos e começa a perceber as suas ligações ao que se passa no Clube. Rute tem de se afastar de Lisboa. Vera descobre um segredo do seu passado que a deixa muito perturbada. O futuro de Andreia parece cada vez mais negro. |    |                          |                                   |             |                        |                        |
| 8 | 8  | "Jéssica - Imprevistos"  | João Carvalho e Patrícia Sequeira | João Matos  | 5 de fevereiro de 2021 | 9 de outubro de 2021   |
| O testamento de Vasco surpreende todos e lança um novo jogo de forças no Clube. Viana e Vera voltam a estar em rota de colisão. Bernardo monta uma operação para acabar com o negócio de Martina, mas a russa está preparada para lidar com a polícia. Maria e Michele tomam a decisão firme de não voltarem a ser vítimas. Irina está no limite e pode vir a ser vítima das suas escolhas. Os destinos de Andreia e Jéssica cruzam-se de forma dramática. |    |                          |                                   |             |                        |                        |

### 2.ª temporada (2021)
| # | ## | Título                           | Dirigido por                      | Escrito por | Exibição original       |
| --- | -- | -------------------------------- | --------------------------------- | ----------- | ----------------------- |
| 9 | 1  | "Ameaças"                        | João Carvalho e Patrícia Sequeira | João Matos  | 26 de fevereiro de 2021 |
| O perigo não passou e Viana continua a ser o alvo dos inimigos do Clube. Joana fará tudo para o proteger. O destino de Jéssica também é incerto e os perigos que a rodeiam podem ser demasiados pare ela. Para Bernardo ter salvo Andreia é uma compensação menor. Há um clima de medo em redor do Clube.                                                                              |    |                                  |                                   |             |                         |
| 10 | 2  | "Cátia"                          | João Carvalho e Patrícia Sequeira | João Matos  | 5 de março de 2021      |
| A chegada de Cátia ao Clube promete baralhar o jogo de forças. Andreia revela o seu passado e a forma como foi apanhada na rede de Martina. Jéssica vive um pesadelo. Vera continua sob pressão e cada vez com menos opções para lutar contra o crime organizado. |    |                                  |                                   |             |                         |
| 11 | 3  | "Compromissos"                   | João Carvalho e Patrícia Sequeira | João Matos  | 12 de março de 2021     |
| Cátia é a nova mulher do Clube, com o aval de Vera. A polícia aperta o cerco, na tentativa de encontrar Martina. O paradeiro de Joana é desconhecido. Michele pode ter encontrado a felicidade. |    |                                  |                                   |             |                         |
| 12 | 4  | "Resistência"                    | João Carvalho e Patrícia Sequeira | João Matos  | 19 de março de 2021     |
| Jéssica começa a reagir e parece ter encontrado uma nova força. Humberto reconhece Andreia no Clube e lembra a relação que tiveram no passado, causando ciúmes a Samara. Vera faz uma proposta irrecusável a Graça. O passado regressa para perturbar Maria. As notícias sobre Joana são perturbadoras.                                                                                |    |                                  |                                   |             |                         |
| 13 | 5  | "No Limite"                      | João Carvalho e Patrícia Sequeira | João Matos  | 26 de março de 2021     |
| Bastos reaparece para um confronto final com Viana. Jéssica luta pela sobrevivência. Humberto oferece ajuda a Andreia para encontrar a irmã como agradecimento do que ela fez por ele no passado. Maria percebe que vai ter de lutar com todas as forças contra Vasconcelos. Vera vê em Cátia uma solução para os seus problemas.                                                      |    |                                  |                                   |             |                         |
| 14 | 6  | "Decisões"                       | João Carvalho e Patrícia Sequeira | João Matos  | 2 de abril de 2021      |
| Jéssica parece ter finalmente encontrado uma ajuda. As declarações de Bastos ajudam Bernardo a perceber melhor a teia que envolve o clube. Maria enfrenta Vasconcelos. Viana defende-a e comete um erro. Michele aceita o convite de Gabriel e decide acertar as contas com Vera. Quando parecia ter tudo controlado, Martina tem uma grande surpresa.                                 |    |                                  |                                   |             |                         |
| 15 | 7  | "Finais, Recomeços e Revelações" | João Carvalho e Patrícia Sequeira | João Matos  | 9 de abril de 2021      |
| Martina não revela o paradeiro de Jéssica, para desespero de Bernardo, mas sofre as consequências do seu silêncio. Jéssica é alvo de um ataque que vai exigir todas as suas reservas de energia. Michele sofre uma enorme desilusão. Vera é obrigada a fazer uma escolha que pode mudar a sua vida. Humberto revela a sua verdadeira faceta. O Clube parece ter uma nova oportunidade. |    |                                  |                                   |             |                         |

### 3.ª temporada (2021)
| # | ## | Título                                     | Realização por                                | Escrito por | Exibição original      |
| --- | -- | ------------------------------------------ | --------------------------------------------- | ----------- | ---------------------- |
| 16 | 1  | "Quem são estas mulheres?"                 | Joana de Bastos Rodrigues e Patrícia Sequeira | João Matos  | 9 de outubro de 2021   |
| Um corpo surge em Monsanto. É uma mulher do Clube. O que lhe terá acontecido? É o que Teresa vai tentar descobrir. Rita chega ao Clube. Para ela é uma questão de sobrevivência. Maria gere a Match, uma casa de luxo, para clientes exclusivos. No Clube, Kiko já começou a mudar as coisas, para desagrado de Viana e alegria de Michele.                                |    |                                            |                                               |             |                        |
| 17 | 2  | "O que torna uma mulher uma acompanhante?" | Joana de Bastos Rodrigues e Patrícia Sequeira | João Matos  | 16 de outubro de 2021  |
| A morte de Cátia abala todos e pode trazer consequências para Maria e para o Clube. Teresa toma uma decisão radical. Rita conhece Kiko e começa a perceber o que os homens esperam dela. Madalena procura Kiko no Clube e causa problemas. À Match chegam políticos que exigem o maior sigilo. Renata é a mulher que todos querem.                                         |    |                                            |                                               |             |                        |
| 18 | 3  | "Todos os segredos têm um limite"          | Joana de Bastos Rodrigues e Patrícia Sequeira | João Matos  | 23 de outubro de 2021  |
| Teresa começa a perceber o que é ser uma das mulheres do Clube. Rita descobre que se sente bem na noite. Correia pressiona Maria por causa da morte de Cátia. Numa noite de anjos e demónios, as sortes correm de feição para Kiko e mal para Maria, que se vê sem mulheres. O segredo de Rita está prestes a ser descoberto.                                              |    |                                            |                                               |             |                        |
| 19 | 4  | "É mais fácil ter uma vida dupla"          | Joana de Bastos Rodrigues e Patrícia Sequeira | João Matos  | 30 de outubro de 2021  |
| Teresa começa a perceber melhor quem era Cátia e como era a sua vida no Clube. Rita tem de enfrentar as consequências da descoberta de Ricardo e a sua permanência no Clube fica em risco. Nandinho conhece Michele. A relação de Madalena e Kiko deteriora-se e Sérgio apoia-a. Um vídeo revela a vida dupla de duas figuras públicas e pode justificar a morte de Cátia. |    |                                            |                                               |             |                        |
| 20 | 5  | "Mandam os fortes"                         | Joana de Bastos Rodrigues e Patrícia Sequeira | João Matos  | 6 de novembro de 2021  |
| Teresa começa a apertar o cerco aos clientes de Cátia, mas sofre os dissabores de vestir a pele de uma acompanhante de luxo. Ricardo sofre as consequências de enfrentar Kiko. Rita percebe que o seu futuro no Clube está comprometido para sempre. Nandinho revela a Michele o seu maior segredo. Kiko percebe que não pode fugir ao passado.                            |    |                                            |                                               |             |                        |
| 21 | 6  | "Os monstros do passado"                   | Joana de Bastos Rodrigues e Patrícia Sequeira | João Matos  | 13 de novembro de 2021 |
| Um erro de Renata põe em risco a sua vida. Javi pressiona Kiko e leva-o a tomar medidas desesperadas. Madalena canta no Clube e as coisas acabam mal. Rita estreia-se na Match e conhece Martim. Teresa percebe que o seu disfarce não vai durar para sempre, mas consegue um avanço importante na sua investigação.                                                       |    |                                            |                                               |             |                        |
| 22 | 7  | "O silêncio ensurdecedor"                  | Joana de Bastos Rodrigues e Patrícia Sequeira | João Matos  | 20 de novembro de 2021 |
| Teresa aperta o cerco a Maria e à Match. Madalena sente-se usada por Kiko e passa ao ataque. |    |                                            |                                               |             |                        |
| 23 | 8  | "Públicas virtudes, vícios privados"       | Joana de Bastos Rodrigues e Patrícia Sequeira | João Matos  | 27 de novembro de 2021 |
| Teresa termina a investigação à morte de Cátia, mas terá descoberto a verdade? O Clube volta a estar em risco. |    |                                            |                                               |             |                        |

### 4.ª temporada (2023)
| # | ## | Título                 | Dirigido por                      | Escrito por | Exibição original      |
| --- | -- | ---------------------- | --------------------------------- | ----------- | ---------------------- |
| 24 | 1  | "Sala VIP"             | Simão Cayatte e Patrícia Sequeira | João Matos  | 22 de setembro de 2023 |
| Maria é a nova gerente d’O Clube e inaugura a sala VIP, um espaço onde a roleta define o destino da noite dos clientes especiais. Sexo e… morte? |    |                        |                                   |             |                        |
| 25 | 2  | "O Assassino do Batom" | Simão Cayatte e Patrícia Sequeira | João Matos  | 29 de setembro de 2023 |
| As vidas das novas mulheres d'O Clube começam a revelar-se. Na noite, ninguém é o que diz ser. O inspetor Mateus da PJ é o único que acha que a morte do cliente d'O Clube foi um homicídio e que anda um assassino à solta. E está prestes a ter razão. |    |                        |                                   |             |                        |
| 26 | 3  | "Peter"                | Simão Cayatte e Patrícia Sequeira | João Matos  | 6 de outubro de 2023   |
| A morte de mais um cliente VIP parece ser um golpe fatal nos planos de Maria para o Clube. |    |                        |                                   |             |                        |
| 27 | 4  | "Eva"                  | Simão Cayatte e Patrícia Sequeira | João Matos  | 13 de outubro de 2023  |
| Mateus pede a Teresa que o ajude na sua investigação. Está interessado em saber mais sobre Eva, a mulher mais requisitada da sala VIP. |    |                        |                                   |             |                        |
| 28 | 5  | "Mateus"               | Simão Cayatte e Patrícia Sequeira | João Matos  | 20 de outubro de 2023  |
| A morte de mais um cliente VIP afeta profundamente Mateus, que tem de lidar com a falta de apoio dos seus superiores. Agir por conta própria pode ser uma solução arriscada e com consequências imprevisíveis.                                           |    |                        |                                   |             |                        |
| 29 | 6  | "Roof Top"             | Simão Cayatte e Patrícia Sequeira | João Matos  | 27 de outubro de 2023  |
| Mateus toma uma medida desesperada que vai mudar a vida de Eva. Para Vera e para Miriam, as coisas vão complicar-se quando o passado lhes aparecer de repente.                                                                                           |    |                        |                                   |             |                        |

### 5.ª temporada (2024)
| # | ## | Título                    | Dirigido por      | Escrito por | Exibição original      |
| --- | -- | ------------------------- | ----------------- | ----------- | ---------------------- |
| 30 | 1  | "3ª Lei de Newton"        | Patrícia Sequeira | João Matos  | 5 de janeiro de 2024   |
| A revelação dos segredos de Eva tem consequências trágicas. A história de Miriam começa a revelar-se. A pressão para salvar o negócio leva Maria a tomar medidas drásticas. |    |                           |                   |             |                        |
| 31 | 2  | "Animais em Fuga"         | Patrícia Sequeira | João Matos  | 12 de janeiro de 2024  |
| A Polícia monta uma caça ao homem para apanhar Artur. A vida de Eva mudou, está em risco e sem alternativas. Vera percebe que Miriam não lhe está a contar toda a verdade sobre o pai. Revela-se com quem é que Peter está a trabalhar.                                                              |    |                           |                   |             |                        |
| 32 | 3  | "Seguir as Migalhas"      | Patrícia Sequeira | João Matos  | 19 de janeiro de 2024  |
| Kiko pressiona Peter para obter resultados rápidos. Teresa começa a descobrir a ligação entre as três vítimas do Assassino do Batom. A morte de Jaime abala o Clube e revela sentimentos guardados por Viana. Kiko pressiona Peter para obter resultados rápidos. Vera e Miriam incompatibilizam-se. |    |                           |                   |             |                        |
| 33 | 4  | "Encurralados"            | Patrícia Sequeira | João Matos  | 26 de janeiro de 2024  |
| As investigações de Teresa começam a destapar a verdade sobre os crimes no Clube. Vera e Viana descobrem que Maria investiu tudo no negócio com Peter. Maria e Peter selam uma aliança mais profunda. Miriam está cada vez mais acossada.                                                            |    |                           |                   |             |                        |
| 34 | 5  | "Matar ou Morrer"         | Patrícia Sequeira | João Matos  | 2 de fevereiro de 2024 |
| A noite na sala VIP é fértil em traições e jogadas de risco. Teresa e Mateus estão cada vez mais perto de descobrir a verdade sobre Miriam. Kiko faz a sua jogada final mas Peter está preparado. O Assassino do Batom faz a sua última vítima.                                                      |    |                           |                   |             |                        |
| 35 | 6  | "As Mulheres têm 8 Vidas" | Patrícia Sequeira | João Matos  | 9 de fevereiro de 2024 |
| A identidade do Assassino do batom é revelada e Mateus tenta localizar o seu paradeiro. O negócio de Peter revela-se uma fraude e o futuro do Clube está em risco. |    |                           |                   |             |                        |

### 6.ª temporada (2025)
| # | ## | Título                            | Dirigido por      | Escrito por | Exibição original      |
| --- | -- | --------------------------------- | ----------------- | ----------- | ---------------------- |
| 36 | 1  | "A Curta Vida das Borboletas"     | Patrícia Sequeira | João Matos  | 3 de janeiro de 2025   |
| O Clube faz 25 anos e há uma grande festa preparada. Vera lança um gin personalizado. Mas nem tudo é o que parece e a noite pode acabar mal.                                                 |    |                                   |                   |             |                        |
| 37 | 2  | "A Paciência das Aranhas"         | Patrícia Sequeira | João Matos  | 10 de janeiro de 2025  |
| Renata é recrutada por Meira para uma missão perigosa. Maria pede um favor impossível a Viana. Sara apresenta a Unicórnio a Salomé. Garay começa a aplicar o seu plano.                      |    |                                   |                   |             |                        |
| 38 | 3  | "As Abelhas Servem a Rainha"      | Patrícia Sequeira | João Matos  | 17 de janeiro de 2025  |
| Vera conhece Garay. A história de Salomé começa a ser contada. Maria e Rita são pressionadas na Unicórnio. Roberto e Renata inauguram o Secret Room. Meira começa a vigiar o Clube.          |    |                                   |                   |             |                        |
| 39 | 4  | "As Mariposas Não São Borboletas" | Patrícia Sequeira | João Matos  | 24 de janeiro de 2025  |
| A vida de Sofia está prestes a mudar. Garay mostra a Martina a sua nova invenção. Renata tenta sacar informações a Baltazar. Maria está cada vez mais desesperada.                           |    |                                   |                   |             |                        |
| 40 | 5  | "Abelhas, Vespas e Borboletas"    | Patrícia Sequeira | João Matos  | 31 de janeiro de 2025  |
| Sara apanha um susto com Roberto e o trabalho de Garay é posto em causa. A pressão aumenta à medida que a data da festa dos 25 anos se aproxima. Salomé e Rui têm um momento de proximidade. |    |                                   |                   |             |                        |
| 41 | 6  | "As Borboletas Morrem Depressa"   | Patrícia Sequeira | João Matos  | 7 de fevereiro de 2025 |
| A noite da festa dos 25 anos do Clube é de extremos. Todos estão em perigo. Garay tem um plano e para Vera pode ser a última noite no Clube. E para Maria, pode ser a única noite de todas.  |    |                                   |                   |             |                        |

### 7.ª temporada (2025)
| #  | ## | Título       | Dirigido por      | Escrito por | Exibição original   |
| -- | -- | ------------ | ----------------- | ----------- | ------------------- |
| 42 | 1  | "Episódio 1" | Patrícia Sequeira | João Matos  | 25 de abril de 2025 |
| 43 | 2  | "Episódio 2" | Patrícia Sequeira | João Matos  | 2 de maio de 2025   |
| 44 | 3  | "Episódio 3" | Patrícia Sequeira | João Matos  | 9 de maio de 2025   |
| 45 | 4  | "Episódio 4" | Patrícia Sequeira | João Matos  | 16 de maio de 2025  |
| 46 | 5  | "Episódio 5" | Patrícia Sequeira | João Matos  | 23 de maio de 2025  |
| 47 | 6  | "Episódio 6" | Patrícia Sequeira | João Matos  | 30 de maio de 2025  |